# Cirrospilus viticola
Cirrospilus viticola är en stekelart som först beskrevs av Camillo Rondani 1877.  Cirrospilus viticola ingår i släktet Cirrospilus och familjen finglanssteklar. Arten är reproducerande i Sverige. Inga underarter finns listade i Catalogue of Life.